# Jedwane
El Mokhtar Jedouane, né à Rabat et connu sous le nom de Jedwane, est un chanteur marocain de chaâbi moderne.

## Biographie et carrière musicale
Jedwane commence sa carrière de chanteur au début des années 1974. Son style musical s'inspire de chanteurs et musiciens comme Nass El Ghiwane, Jil Jilala ou Lemchaheb, mais aussi de Ziani, Boutbol ou Hamid Zahir. 
Vers la fin de 1983, Jedwane crée son propre orchestre, composé de violons, auquel il ajoute des instruments modernes comme la batterie,  une guitare électrique et un orgue électronique. Il se produit surtout dans les fêtes, privées ou publiques, de sa ville natale, inspiré d’une chanson traditionnelle arabe, qui lui vaut une certaine notoriété.
En 2008, Jedwane annonce sa décision d'arrêter la musique, et qu'il consacrera le reste de sa carrière au Coran et au prêche religieux.

## Discographie sélective
- Khalitini nssayen
- Lalla laaroussa
- Chkoun kan Lina Sabab
- Chahdou alih
- Moul taxi
- En jarreb zahri Wan Sal
- Safrat la france